# Satu Mare (Suceava)
Satu Mare é uma comuna romena localizada no distrito de Suceava, na região de Bucovina. A comuna possui uma área de 25.16 km² e sua população era de 4355 habitantes segundo o censo de 2007.